# Erol Kemah
Erol Kemah (ur. 20 listopada 1961 w Adapazarı) – turecki zapaśnik w stylu klasycznym. Dwukrotny olimpijczyk. Siódmy w Los Angeles 1984 i odpadł w eliminacjach w Seulu 1988. Startował w kategorii 52–56 kg.
Srebrny medal w mistrzostwach świata w 1983. Piąty w mistrzostwach Europy w 1982. Złoty medal na igrzyskach śródziemnomorskich w 1983. Drugi na mistrzostwach bałkańskich w 1980 roku.